# Emilio Trivini
Emilio Trivini (Dongo, 1938. április 5. – Róma, 2022. augusztus 27.) olimpiai ezüst-, Európa-bajnoki bronzérmes olasz evezős.

## Pályafutása
A Canottieri Falck csapatában versenyzett. Az 1964-es tokiói olimpián ezüstérmet szerzett kormányos négyesben Renato Bosattával, Giuseppe Galantéval, Franco De Pedrinával és Giovanni Spinolával. Ugyanebben az évben az amszterdami Európa-bajnokságon bronzérmet szerzett ugyanebben a versenyszámban.
Az 1968-as mexikóvárosi olimpián negyedik helyen végzett társaival kormányos négyesben.

## Sikerei, díjai
- Olimpiai játékok – kormányos négyes
  - ezüstérmes: 1964, Tokió
- Európa-bajnokság – kormányos négyes
  - bronzérmes: 1964